# Zelená
Zelená je jedna ze základních barev barevného spektra, je to barva monochromatického světla o vlnové délce zhruba 520 až 570 nm.
Zelenou lze při subtraktivním míchání barev získat jako kombinaci žluté a modré barvy.
Zelená barva patří mezi základní barvy při aditivním míchání (viz RGB), jejím doplňkem je fialová. (Někteří umělci uznávají tradiční teorii barev, podle které je doplňkem zelené barvy červená.)
Některé kultury (převážně v minulosti) nerozlišují mezi zelenou a modrou barvou. Mají na to jen jedno slovo, které se nově v angličtině nazývá grue.

## Použití a symbolika zelené barvy
- Zelená barva je symbolem přírody, neboť většina rostlin má zelenou barvu, což je způsobeno přítomností chlorofylu. Ten silně absorbuje elektromagnetické záření v oblastech odpovídajících modré a červené barvě, což způsobuje, že odražené světlo se jeví zelené.
  - Pro spojitost s přírodou symbolizuje zelená barva ekologická a environmentalistická hnutí, např. Greenpeace (zelený mír), jako Zelení se označují různé strany s ekologickým programem, nebo přímo členové Strany zelených. Ideologii těchto stran se říká zelená politika. V politice označení jako zelený postoj znamená široké spektrum ideologických zásad – mj. zohledňování ekologických nebo trvale udržitelných principů, pozitivní vztah k menšinám (náboženským, národnostním, sexuálním...) a respekt k odlišnostem, maximální zapojení občanů do procesů zasahujících jejich život a decentralizace moci (účastnická demokracie), nenásilí a pacifismus, přirozená skromnost jako základ udržitelného rozvoje.
  - U rostlin zelená často indikuje nezralost plodů, které se při zrání zabarvují do jiné barvy.
- Lidské oko je nejcitlivější právě na zelenou barvu, což je výsledek evoluce, neboť na Zemi je, díky chlorofylu v rostlinách, právě zelená barva nejvíce rozšířená. Zrakový systém člověka a některých vyšších savců (zejména těch živících se rostlinnou stravou) má oproti jiným živočichům třetí typ zrakových čípků, citlivých právě na zelenou barvu.
- Některé jihoamerické indiánské kmeny mají ve své řeči desítky (uvádí se až 200) výrazů pro pojmenování zelené.
- Zelená je tradiční barva islámu, je to barva rajských zahrad.
- Vedle žluté, černé a červené je zelená tradiční „africká“ barva, častá na mnoha afrických vlajkách.
- Zelená barva všeobecně označuje volno, bezpečí. Podle psychologie barev má pozitivní asociace s uklidněním a relaxací, přírodnímu či organickými věcmi, kognitivními výhodami jako pozitivní myšlení; a negativní asociace jako nuda a stagnace nebo rozklad a plíseň.[4]
  - Používá se na semaforech jako signál volno.
  - V automobilových závodech (např. Formule 1) značí zelená vlajka konec nebezpečí, znovuspuštění závodu.
  - Zelená barva pozičního světla na letadlech a lodích slouží k označení pravé strany (starboard ).
  - „Dostat zelenou“ znamená dostat povolení, schválení.
  - V kontrastu s červenou barvou se zelená používá pro zobrazení něčeho normálního, správného, povoleného, přirozeného nebo ve zdravých mezích.
- Na českých silnicích označuje zelená dopravní značka dálniční spojení.
- V marketingu a brandingu je zelená používaná pro značky asociované s relaxací, financemi, nebo inspirované přírodou.
- Kvůli schopnosti kamufláže je zelená tradiční barvou vojenských uniforem.
- Malý zelený mužíček je stereotyp mimozemšťana (humanoidní vzhled, zelená kůže, anténky).
- Zelená barva je asociována se závistí, např. ve rčení zezelenat závistí.
- Někdo nezkušený bývá označován za zelenáče (greenhorn v angličtině), což vzniklo pravděpodobně jako přirovnání k zelené barvě nezralého ovoce.
- V barevném značení rezistorů znamená zelená barva číslici 5 nebo toleranci ±0.5%
- 'Greenback' byl americký dolar vydávaný od 60. let 19. století v USA; mnoho zobrazení papírových peněz (zjednodušené ikony, piktogramy, …) pro ně volí zelenou barvu.
- Označení zelená se používá pro tradiční mátový likér, a jedná se mimochodem o název písně skupiny Tři sestry, píseň pochází z roku 1991 a z alba Alkáč je největší kocour.
- linka A pražského metra má zelenou barvu.
- Zelená je také jedna ze čtyř základních barev na mariášových kartách, kde je znázorněna zelenými listy.